# Poczucie winy

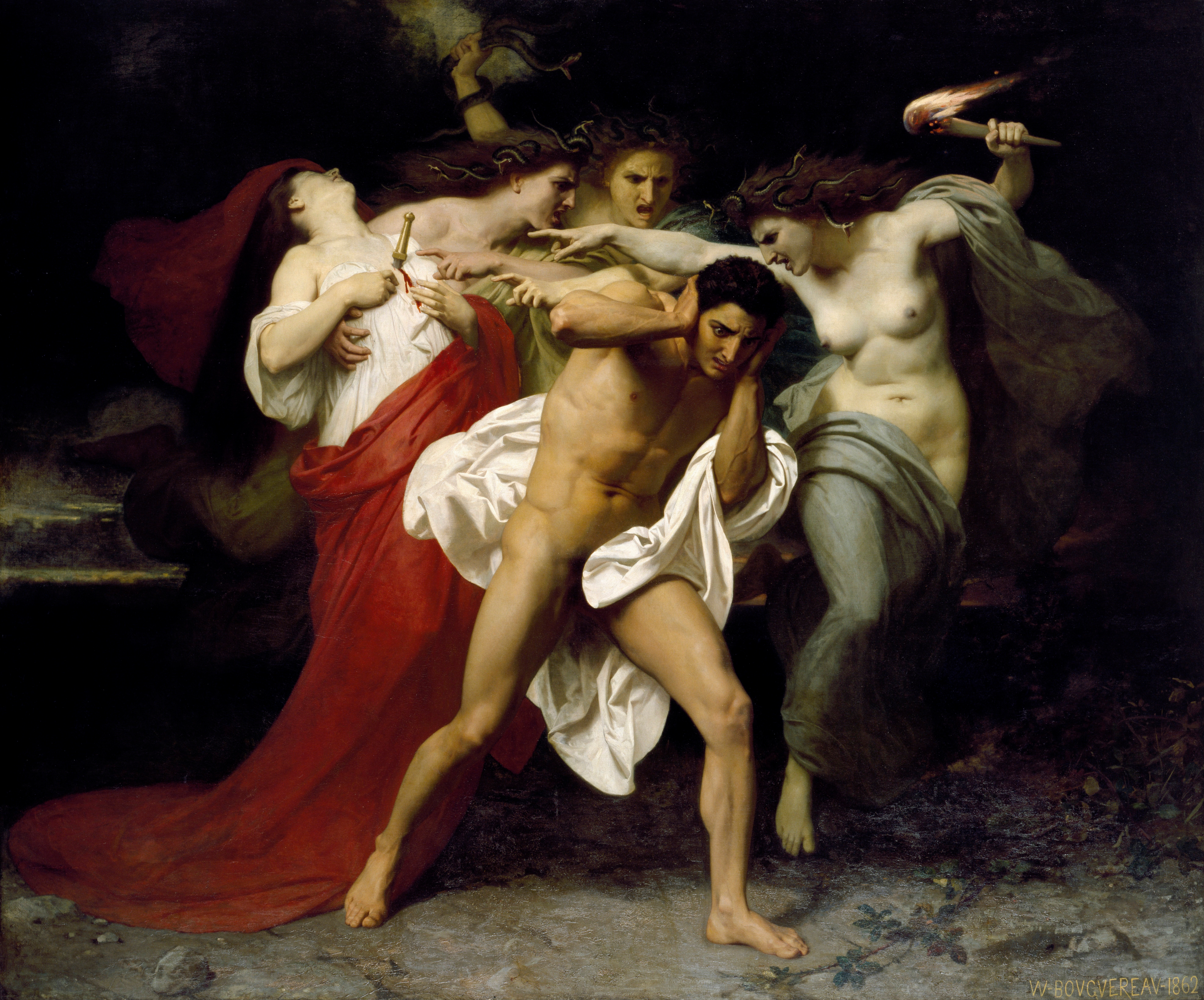
William-Adolphe Bouguereau, Skrucha Orestesa, 1862

Poczucie winy, wyrzuty sumienia – stan emocjonalny powstający w sytuacji uświadomienia sobie popełnienia czynu prawnie albo moralnie niedozwolonego. Związane jest zwykle z chęcią zadośćuczynienia lub poddania się karze.
Nie zawsze poczucie winy wiąże się z faktyczną winą. Nieuzasadnione poczucie winy może występować pod wpływem szoku u osób, które np. utraciły kogoś bliskiego w wypadku, choć nie miały na to wpływu. Ponieważ takiego zdarzenia nie można cofnąć, poczucie winy może prowadzić do depresji.
Poczucie winy ma podłoże społeczne także poprzez powszechny wzorzec reakcji na przekraczanie obowiązujących norm. W niektórych kulturach dominuje poczucie winy (np. wśród wyznawców judaizmu), w innych podobną funkcję kulturową pełni wstyd (np. w Japonii). W chrześcijaństwie natomiast poczucie winy jest uznawane za prymitywną reakcję duchową na grzech, w przeciwieństwie do skruchy oraz żalu.

Miejsce poczucia winy (en. remorse) na kole emocji Plutchika:
drugorzędna diada:
radość + strach → poczucie winy
przeciwstawna do:
radość + zaufanie → miłość